# Pulicaria elegans
Pulicaria elegans là một loài thực vật có hoa thuộc họ Asteraceae.
Loài này chỉ có ở Yemen.
Môi trường sống tự nhiên của chúng là rừng khô nhiệt đới hoặc cận nhiệt đới và vùng cây bụi khô khu vực nhiệt đới hoặc cận nhiệt đới.